# اورلال
اورلال (به عربی: أورلال) یک شهرداری در الجزایر است که در ناحیه أورلال واقع شده‌است. اورلال ۵٬۸۲۰ نفر جمعیت دارد.